# Trigonometrisk funktion

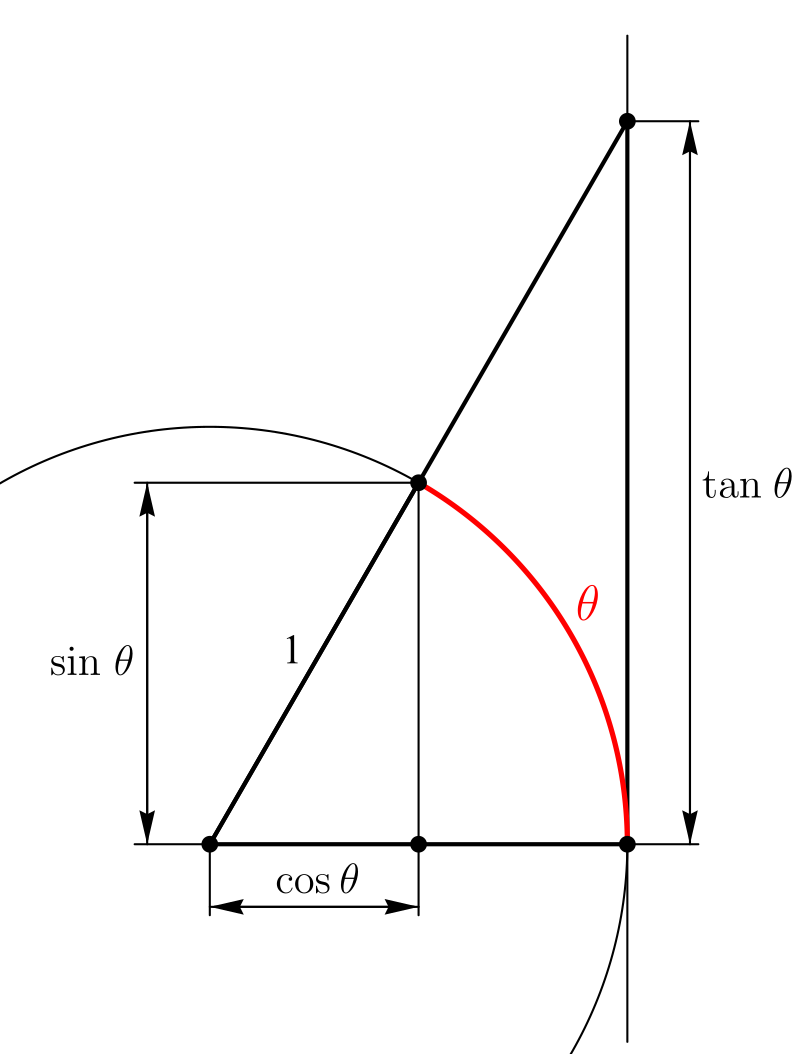
De grundläggande trigonometriska funktionerna inritade i enhetscirkeln. Vinkeln θ:s storlek i radianer är lika med båglängden (röd) för den inneslutna delen av enhetscirkeln

Inom matematiken är trigonometriska funktioner en klass av funktioner vars funktionsvärden beror av en vinkel. Funktionerna beskriver samband mellan vinklar och sidor hos trianglar. De har sitt ursprung inom geometrin men används inom flera grenar av matematiken liksom inom många tillämpade vetenskaper. De trigonometriska funktionerna är periodiska och är viktiga inom matematisk analys för att studera såväl periodiska som icke-periodiska funktioner (se Fourieranalys).
De grundläggande trigonometriska funktionerna är sinus, cosinus och tangens samt deras inverterade motsvarigheter (cosekans, sekans och cotangens). Ibland räknas även kordafunktionen, som är den historiskt äldsta, till de trigonometriska funktionerna.
Funktionerna kan definieras på flera olika ekvivalenta sätt, exempelvis enligt
- för allmänna trianglar som kvoten mellan två sidor i en rätvinklig triangel (dock endast för argument i första kvadranten)
- som koordinaterna för en punkt på enhetscirkeln eller kvoter mellan dessa värden
- som en potensserieutveckling

Användbara samband mellan funktionerna finns listade i artikeln Lista över trigonometriska identiteter.
| Funktion                                        | Förkortning                | Beskrivning | Identitet (med radianer) |
| ----------------------------------------------- | -------------------------- | --- | --- |
| Sinus                                           | sin                        | motstående/hypotenusa | {\displaystyle \sin \theta \equiv \cos \left({\frac {\pi }{2}}-\theta \right)\equiv {\frac {1}{\csc \theta }}} |
| Cosinus eller kosinus                           | cos                        | närliggande/hypotenusa | {\displaystyle \cos \theta \equiv \sin \left({\frac {\pi }{2}}-\theta \right)\equiv {\frac {1}{\sec \theta }}\,} |
| Tangens eller tangent                           | tan (ibland tg)            | motstående/närliggande | {\displaystyle \tan \theta \equiv {\frac {\sin \theta }{\cos \theta }}\equiv \cot \left({\frac {\pi }{2}}-\theta \right)} och {\displaystyle \tan \theta \equiv {\frac {1}{\cot \theta }}(\theta \notin \{{\frac {k\pi }{2}}:k\in \mathbb {Z} \})} |
| Cotangens, kotangens, cotangent eller kotangent | cot (ibland ctg eller ctn) | närliggande/motstående | {\displaystyle \cot \theta \equiv {\frac {\cos \theta }{\sin \theta }}\equiv \tan \left({\frac {\pi }{2}}-\theta \right)} och {\displaystyle \cot \theta \equiv {\frac {1}{\tan \theta }}(\theta \notin \{{\frac {k\pi }{2}}:k\in \mathbb {Z} \})} |
| Sekans eller sekant                             | sec                        | hypotenusa/närliggande | {\displaystyle \sec \theta \equiv \csc \left({\frac {\pi }{2}}-\theta \right)\equiv {\frac {1}{\cos \theta }}} |
| Cosekans, kosekans, cosekant eller kosekant     | csc (ibland cosec)         | hypotenusa/motstående | {\displaystyle \csc \theta \equiv \sec \left({\frac {\pi }{2}}-\theta \right)\equiv {\frac {1}{\sin \theta }}} |
| Korda                                           | crd                        | {\displaystyle {\mbox{crd}}\ \theta \equiv {\sqrt {(1-\cos \theta )^{2}+\sin ^{2}\theta }}\equiv {\sqrt {2-2\cos \theta }}\equiv 2{\sqrt {\frac {1-\cos \theta }{2}}}\equiv 2\sin {\frac {\theta }{2}}} | {\displaystyle {\mbox{crd}}\ \theta \equiv {\sqrt {(1-\cos \theta )^{2}+\sin ^{2}\theta }}\equiv {\sqrt {2-2\cos \theta }}\equiv 2{\sqrt {\frac {1-\cos \theta }{2}}}\equiv 2\sin {\frac {\theta }{2}}}                                            |

## Geometrisk definition
Hypotenusan är motstående sida till den räta vinkeln, i detta fall c. Sidorna a och b är kateter.
1. sinus för en vinkel är kvoten av motstående katet och hypotenusan
{\displaystyle \sin A={a \over c}}
2. cosinus för vinkeln A är kvoten av närliggande katet och hypotenusan
{\displaystyle \cos A={b \over c}}
3. tangens för vinkeln A är kvoten av motstående och närliggande katet
{\displaystyle \tan A={a \over b}}.
I främst engelskspråkig litteratur kan man stöta på ytterligare tre trigonometriska funktioner:
4. cotangens är inverterade värdet av tan A, det vill säga kvoten av närliggande och motstående katet
{\displaystyle \cot A={b \over a}}.
5. sekans, är inverterade värdet av cos A, det vill säga kvoten av hypotenusan och närliggande katet
{\displaystyle \sec A={c \over b}}
6. cosekans är inverterade värdet av sin A, det vill säga kvoten av hypotenusan och motstående katet
{\displaystyle \csc A={c \over a}}
Samtliga trigonometriska funktioner baseras på förhållandet mellan två av triangelns tre sidor. Då Pythagoras sats ger den tredje sidan om två är kända, skulle strängt taget en enda trigonometrisk funktion, exempelvis sin A, vara tillräckligt. 
I praktiken används både sinus och cosinus ofta och tangens är ganska vanlig. Med dessa tre kan man direkt ställa upp uttryck för godtyckliga trigonometriska problem. De sista tre funktionerna som utgör inverterade värden tillför inte mycket och används därför sällan. Det kan dock vara bra att känna till deras definition.
Samtliga trigonometriska funktioner av vinkeln θ i enhetscirkeln.

## Analys
Sinus- och cosinusfunktionernas derivator är:
{\displaystyle {\frac {d}{dx}}\sin x=\cos x\qquad {\frac {d}{dx}}\cos x=-\sin x}
Därmed är Taylorserierna för respektive funktioner
{\displaystyle \sin x=\sum _{k=0}^{\infty }{\frac {(-1)^{k}x^{2k+1}}{(2k+1)!}}\qquad \cos x=\sum _{k=0}^{\infty }{\frac {(-1)^{k}x^{2k}}{(2k)!}}}
där x anges i radianer.
Vidare har vi att 
{\displaystyle e^{x}=\sum _{k=0}^{\infty }{\frac {x^{k}}{k!}}}
Om vi sätter x = iy, där i är komplexa enheten, dvs. i2 = -1, kan Eulers formel erhållas:
{\displaystyle \ e^{iy}=\cos y+i\sin y}
eller att 
{\displaystyle \cos y={\frac {e^{iy}+e^{-iy}}{2}}\qquad \sin y={\frac {e^{iy}-e^{-iy}}{2i}}}
Med y = π så fås vad som har kallats The most remarkable formula in the world (Richard Feynman), nämligen Eulers identitet, 
{\displaystyle \ e^{i\pi }+1=0}

## Trigonometriska identiteter
Samband för en vinkel
{\displaystyle {\begin{aligned}\sin ^{2}\theta &+\cos ^{2}\theta =1\\\sin 2\theta &=2\sin \theta \cos \theta \\\cos 2\theta &=2\cos ^{2}\theta -1=\cos ^{2}\theta -\sin ^{2}\theta =1-2\sin ^{2}\theta \\\tan \theta &={\frac {\sin \theta }{\cos \theta }}\\\end{aligned}}}
Samband för två vinklar
{\displaystyle {\begin{aligned}\sin(x+y)&=\sin(x)\cos(y)+\cos(x)\sin(y)\\\cos(x+y)&=\cos(x)\cos(y)-\sin(x)\sin(y)\\\tan(x+y)&={\frac {\tan x+\tan y}{1-\tan x\tan y}}\\\end{aligned}}}
Se även artikeln derivata för de trigonometriska funktionernas derivator.

## Linjärkombinationer
En linjärkombination av sinus- och cosinusvågor är ekvivalent med en fasskiftad och omskalad sinusvåg,
{\displaystyle a\sin x+b\cos x={\sqrt {a^{2}+b^{2}}}\cdot \sin(x+\varphi )}
där fasvinkeln {\displaystyle \varphi } ges av
{\displaystyle \varphi =\operatorname {atan2} \left(b,\ a\right).}

## Enkla uttryck för vissa trigonometriska funktionsvärden
Alla definierade trigonometriska funktionsvärden är exakta tal. De flesta av dem är dock svåra att beskriva enbart med hjälp av de vanliga räknesätten. Ofta är det enklast att beskriva de exakta värdena som oändliga summor. För vissa vinklar kan man ange de exakta funktionsvärdena med hjälp av heltal samt ändligt många tillämpningar av de fyra vanliga räknesätten och kvadratrotsutdragning.
Betrakta exempelvis en likbent rätvinklig triangel. Den har två lika vinklar θ = 45° = π/4 (mätt i radianer). Vi kan välja a = b = 1. Från detta kan sin, cos och tan för vinkeln 45° beräknas då Pythagoras sats ger hypotenusan c = √(a2 + b2) = √2
Därför gäller, att
{\displaystyle \sin \left(45^{\circ }\right)={1 \over {\sqrt {2}}}}
{\displaystyle \cos \left(45^{\circ }\right)={1 \over {\sqrt {2}}}}
{\displaystyle \tan \left(45^{\circ }\right)={\frac {\frac {1}{\sqrt {2}}}{\frac {1}{\sqrt {2}}}}=1}
För att bestämma de trigonometriska funktionernas värden för 60° = π/3 och 30° = π/6 kan vi betrakta en liksidig triangel med sidlängden 1 och vinklarna θ = 60°. Genom att bilda höjden mot en av sidorna får vi två nya trianglar med sidorna a = (√3)/2 (höjden), b = 1/2 (halva sidan)och c = 1.
Detta ger
{\displaystyle \sin \left(30^{\circ }\right)={\frac {1}{2}}}
{\displaystyle \cos \left(30^{\circ }\right)={\frac {\sqrt {3}}{2}}}
{\displaystyle \tan \left(30^{\circ }\right)={\frac {1}{\sqrt {3}}}}
och
{\displaystyle \sin \left(60^{\circ }\right)={\frac {\sqrt {3}}{2}}}
{\displaystyle \cos \left(60^{\circ }\right)={\frac {1}{2}}}
{\displaystyle \tan \left(60^{\circ }\right)={\sqrt {3}}}
Vinklar som kan uttryckas som heltalslinjärkombinationer och halveringar av dessa vinklar (30°, 45°, 60° och 90°) kan sedan beräknas genom att använda trigonometriska identiteter. Exempelvis kan cos 22,5° kan beräknas från cos 45° = 1/√2
1/√2 = cos(45°) = cos(22,5° + 22,5°) = ... = 2·cos2(22,5°) - 1<=> cos(22,5°) = √(1+1/√2).
Man kan visa att en heltalsdel av ett helt varv, alltså en vinkel {\displaystyle {\frac {2\pi }{n}}=180^{\circ }/n} (där n är ett positivt heltal) kan uttryckas med hjälp av ändligt många heltal och additioner, subtraktioner, multiplikationer, divisioner och kvadratrotsutdragningar, precis om n inte delas av kvadraten på något udda primtal och dessutom varje udda primtal som delar n är ett fermatprimtal. Det är alltså möjligt att uttrycka de trigonometriska funktionsvärdena på detta vis för n = 1,2,3,4,5,6,8,10,12,15,16,18,20,24,30,32,... men däremot inte för n = 7,9,11,12,14,17,18,19,21,22,23,25,26,27,28,29,31,.... Detta medför också att de förra men inte de senare vinklarna är möjliga att konstruera med hjälp av enbart en perfekt passare och (omärkt) linjal.
Speciellt existerar ingen allmän metod för att med endast dessa medel tredela en godtycklig vinkel, eftersom vinkeln 60° (n = 6) men inte vinkeln 20° (n = 18) kan konstrueras.

### Värdetabell
| Vinkel {\displaystyle \alpha }            | Vinkel {\displaystyle \alpha } | Vinkel {\displaystyle \alpha }     | {\displaystyle \sin \alpha }                                       | {\displaystyle \cos \alpha }                                       | {\displaystyle \tan \alpha }               | {\displaystyle \cot \alpha }               | {\displaystyle \sec \alpha }                       | {\displaystyle \csc \alpha }                       |
| i varv                                    | i grader                       | i radianer                         | {\displaystyle \sin \alpha }                                       | {\displaystyle \cos \alpha }                                       | {\displaystyle \tan \alpha }               | {\displaystyle \cot \alpha }               | {\displaystyle \sec \alpha }                       | {\displaystyle \csc \alpha }                       |
| 0                                         | {\displaystyle 0^{\circ }}     | {\displaystyle 0}                  | {\displaystyle 0}                                                  | {\displaystyle 1}                                                  | {\displaystyle 0}                          | Ej definierad                              | {\displaystyle 1}                                  | Ej definierad                                      |
| {\displaystyle {\frac {1}{24}}}           | {\displaystyle 15^{\circ }}    | {\displaystyle {\frac {\pi }{12}}} | {\displaystyle {\frac {1}{4}}\left({\sqrt {6}}-{\sqrt {2}}\right)} | {\displaystyle {\frac {1}{4}}\left({\sqrt {6}}+{\sqrt {2}}\right)} | {\displaystyle 2-{\sqrt {3}}}              | {\displaystyle 2+{\sqrt {3}}}              | {\displaystyle {\sqrt {6}}-{\sqrt {2}}}            | {\displaystyle {\sqrt {6}}+{\sqrt {2}}}            |
| {\displaystyle {\frac {1}{20}}} = 50 m()  | {\displaystyle 18^{\circ }}    | {\displaystyle {\frac {\pi }{10}}} | {\displaystyle {\frac {1}{4}}\left({\sqrt {5}}-1\right)}           | {\displaystyle {\frac {1}{4}}{\sqrt {10+2{\sqrt {5}}}}}            | {\displaystyle {\sqrt {1-0.4{\sqrt {5}}}}} | {\displaystyle {\sqrt {5+2{\sqrt {5}}}}}   | {\displaystyle {\sqrt {2-{\frac {2}{\sqrt {5}}}}}} | {\displaystyle {\sqrt {5}}+1}                      |
| {\displaystyle {\frac {1}{12}}}           | {\displaystyle 30^{\circ }}    | {\displaystyle {\frac {\pi }{6}}}  | {\displaystyle {\frac {1}{2}}}                                     | {\displaystyle {\frac {\sqrt {3}}{2}}}                             | {\displaystyle {\frac {1}{\sqrt {3}}}}     | {\displaystyle {\sqrt {3}}}                | {\displaystyle {\frac {2}{\sqrt {3}}}}             | {\displaystyle 2}                                  |
| {\displaystyle {\frac {1}{10}}} = 100 m() | {\displaystyle 36^{\circ }}    | {\displaystyle {\frac {\pi }{5}}}  | {\displaystyle {\frac {1}{4}}{\sqrt {10-2{\sqrt {5}}}}}            | {\displaystyle {\frac {1}{4}}\left({\sqrt {5}}+1\right)}           | {\displaystyle {\sqrt {5-2{\sqrt {5}}}}}   | {\displaystyle {\sqrt {1+0.4{\sqrt {5}}}}} | {\displaystyle {\sqrt {5}}-1}                      | {\displaystyle {\sqrt {2+{\frac {2}{\sqrt {5}}}}}} |
| {\displaystyle {\frac {1}{8}}}= 125 m()   | {\displaystyle 45^{\circ }}    | {\displaystyle {\frac {\pi }{4}}}  | {\displaystyle {\frac {1}{\sqrt {2}}}}                             | {\displaystyle {\frac {1}{\sqrt {2}}}}                             | {\displaystyle 1}                          | {\displaystyle 1}                          | {\displaystyle {\sqrt {2}}}                        | {\displaystyle {\sqrt {2}}}                        |
| {\displaystyle {\frac {1}{6}}}            | {\displaystyle 60^{\circ }}    | {\displaystyle {\frac {\pi }{3}}}  | {\displaystyle {\frac {\sqrt {3}}{2}}}                             | {\displaystyle {\frac {1}{2}}}                                     | {\displaystyle {\sqrt {3}}}                | {\displaystyle {\frac {1}{\sqrt {3}}}}     | {\displaystyle 2}                                  | {\displaystyle {\frac {2}{\sqrt {3}}}}             |
| {\displaystyle {\frac {1}{4}}} = 250 m()  | {\displaystyle 90^{\circ }}    | {\displaystyle {\frac {\pi }{2}}}  | {\displaystyle 1}                                                  | {\displaystyle 0}                                                  | Ej definierad                              | {\displaystyle 0}                          | Ej definierad                                      | {\displaystyle 1}                                  |
| {\displaystyle {\frac {1}{3}}}            | {\displaystyle 120^{\circ }}   | {\displaystyle {\frac {2\pi }{3}}} | {\displaystyle {\frac {\sqrt {3}}{2}}}                             | {\displaystyle -{\frac {1}{2}}}                                    | {\displaystyle -{\sqrt {3}}}               | {\displaystyle -{\frac {1}{\sqrt {3}}}}    | {\displaystyle -2}                                 | {\displaystyle {\frac {2}{\sqrt {3}}}}             |
| {\displaystyle {\frac {1}{2}}} = 500 m()  | {\displaystyle 180^{\circ }}   | {\displaystyle \pi }               | {\displaystyle 0}                                                  | {\displaystyle -1}                                                 | {\displaystyle 0}                          | Ej definierad                              | {\displaystyle -1}                                 | Ej definierad                                      |
| {\displaystyle {\frac {3}{4}}} = 750 m()  | {\displaystyle 270^{\circ }}   | {\displaystyle {\frac {3\pi }{2}}} | {\displaystyle -1}                                                 | {\displaystyle 0}                                                  | Ej definierad                              | {\displaystyle 0}                          | Ej definierad                                      | {\displaystyle -1}                                 |
| 1                                         | {\displaystyle 360^{\circ }}   | {\displaystyle 2\pi }              | {\displaystyle 0}                                                  | {\displaystyle 1}                                                  | {\displaystyle 0}                          | Ej definierad                              | {\displaystyle 1}                                  | Ej definierad                                      |

## Funktionsvärden för godtyckliga vinklar
De trigonometriska funktionerna kan även åskådliggöras med hjälp av enhetscirkeln, en cirkel med radien 1. Enhetscirkeln ger inga nya verktyg för att beräkna funktionsvärderna för olika vinklar, men är åskådlig för att tolka vinklar utanför intervallet {\displaystyle 0-90} grader eller {\displaystyle 0-\pi /2} radianer.
I bilden är ett antal vinklar utritade, uttryckta i vinkelmåttet radianer. Vinklar mäts som positiva i moturs riktning och som negativa i medurs riktning.
Vinklar större än 2π eller mindre än -2π motsvarar rotationer större än ett varv, vilket illustrerar att sinus- och cosinusfunktionerna är periodiska (se periodiska funktioner) med perioden {\displaystyle 2\pi }.
Sambandet
{\displaystyle \sin \theta =\sin \left(\theta +2k\pi \right)}
{\displaystyle \cos \theta =\cos \left(\theta +2k\pi \right)}
gäller för alla vinklar {\displaystyle \theta } och heltal k.
Samtliga trigonometriska funktioner är periodiska. Sinus- och sekantfunktionerna har dubbelt så stor period som tangensfunktionerna:
Ovanstående figur illustrerar funktionerna sinus, cosinus, tangens, cosekans (streckad), sekans (streckad) och cotangens (streckad).

## Serieutvecklingar
Om vinklarna anges i radianer gäller (se maclaurinutveckling)
{\displaystyle \sin x=x-{\frac {x^{3}}{3!}}+{\frac {x^{5}}{5!}}-{\frac {x^{7}}{7!}}+\cdots ;\quad -\infty <x<+\infty }
{\displaystyle \cos x=1-{\frac {x^{2}}{2!}}+{\frac {x^{4}}{4!}}-{\frac {x^{6}}{6!}}+\cdots ;\quad -\infty <x<+\infty }
{\displaystyle \tan x=x+{\frac {1}{3}}x^{3}+{\frac {2}{15}}x^{5}+{\frac {17}{315}}x^{7}+{\frac {62}{2835}}x^{9}+\cdots ;\ \quad |x|<{\frac {\pi }{2}}}
Med hjälp av serieutveckling kan trigonometriska funktioner definieras även för komplexa värden.

## Inversa funktioner
Inverser till de trigonometriska funktionerna existerar endast på begränsade intervall. Det finns funktioner dock som är definierade på olika intervall som ibland oegentligt betecknas som inverser. Dessa kallas arcus-funktioner (till exempels arcus cosinus) eller cyklometriska funktioner. I allmänhet brukar de förkortas med arctan, arcsin och arccos, men på miniräknare och i mindre nogräknade matematiska skrifter brukar dessa funktioner skrivas {\displaystyle \tan ^{-1}}, {\displaystyle \sin ^{-1}} respektive {\displaystyle \cos ^{-1}}. Det finns en nackdel med denna notation, och det är att likartad notation används i ett annat syfte. Till exempel gäller att {\displaystyle \sin ^{2}(x)=(\sin(x))^{2}} men inte {\displaystyle \sin ^{-1}(x)=(\sin(x))^{-1}}. Därför bör inte {\displaystyle \sin ^{-1}} användas när det finns risk för feltolkning. Funktionerna används till exempel för att beräkna värdet på en okänd vinkel i en rätvinklig triangel där sidolängderna är kända. I en rätvinklig triangel där kateterna har längderna {\displaystyle a} och {\displaystyle b}, har vinkeln mellan hypotenusan och kateten {\displaystyle a} värdet {\displaystyle \arctan(b/a)} och vinkeln mellan hypotenusan och kateten {\displaystyle b} värdet {\displaystyle \arctan(a/b)}.
{\displaystyle {\begin{matrix}y=\arcsin \left(x\right)&\iff &x=\sin \left(y\right)&{\mbox{ om }}\,&-{\frac {\pi }{2}}\leq y\leq {\frac {\pi }{2}}\\y=\arccos \left(x\right)&\iff &x=\cos \left(y\right)&{\mbox{ om }}\,&0\leq y\leq \pi \\y=\arctan \left(x\right)&\iff &x=\tan \left(y\right)&{\mbox{ om }}\,&-{\frac {\pi }{2}}<y<{\frac {\pi }{2}}\\y=\operatorname {arccsc} \left(x\right)&\iff &x=\csc \left(y\right)&{\mbox{ om }}\,&-{\frac {\pi }{2}}\leq y\leq {\frac {\pi }{2}}\,,y\neq 0\\y=\operatorname {arcsec} \left(x\right)&\iff &x=\sec \left(y\right)&{\mbox{ om }}\,&0\leq y\leq \pi \,,y\neq {\frac {\pi }{2}}\\y=\operatorname {arccot} \left(x\right)&\iff &x=\cot \left(y\right)&{\mbox{ om }}\,&0<y<\pi \end{matrix}}}
I vissa programbibliotek förekommer även eller istället en "arctangensfunktion" med två argument, vilken antar värden mellan {\displaystyle -\pi } och {\displaystyle \pi }. Matematiskt är den närmast att jämföra med argumentfunktionen för ett komplext tal, om det ena argumentet tolkas som imaginärdel och det andra som realdel, men den kan vara mera praktisk för problemet att uttrycka en riktning som en vinkel.
De inversa funktionerna motsvarar integralerna
{\displaystyle \arcsin \left(x\right)=\int _{0}^{x}{\frac {1}{\sqrt {1-t^{2}}}}dt}
{\displaystyle \arccos \left(x\right)=\int _{1}^{x}{\frac {-1}{\sqrt {1-t^{2}}}}dt}
{\displaystyle \arctan \left(x\right)=\int _{0}^{x}{\frac {1}{1+t^{2}}}dt}
{\displaystyle \operatorname {arccsc} \left(x\right)=\int {\frac {-1}{x{\sqrt {x^{2}-1}}}}dx}
{\displaystyle \,\operatorname {arcsec} \left(x\right)=\int {\frac {1}{x{\sqrt {x^{2}-1}}}}dx}
{\displaystyle \operatorname {arccot} \left(x\right)=\int {\frac {-1}{x^{2}+1}}dx}

## Komplexa grafer

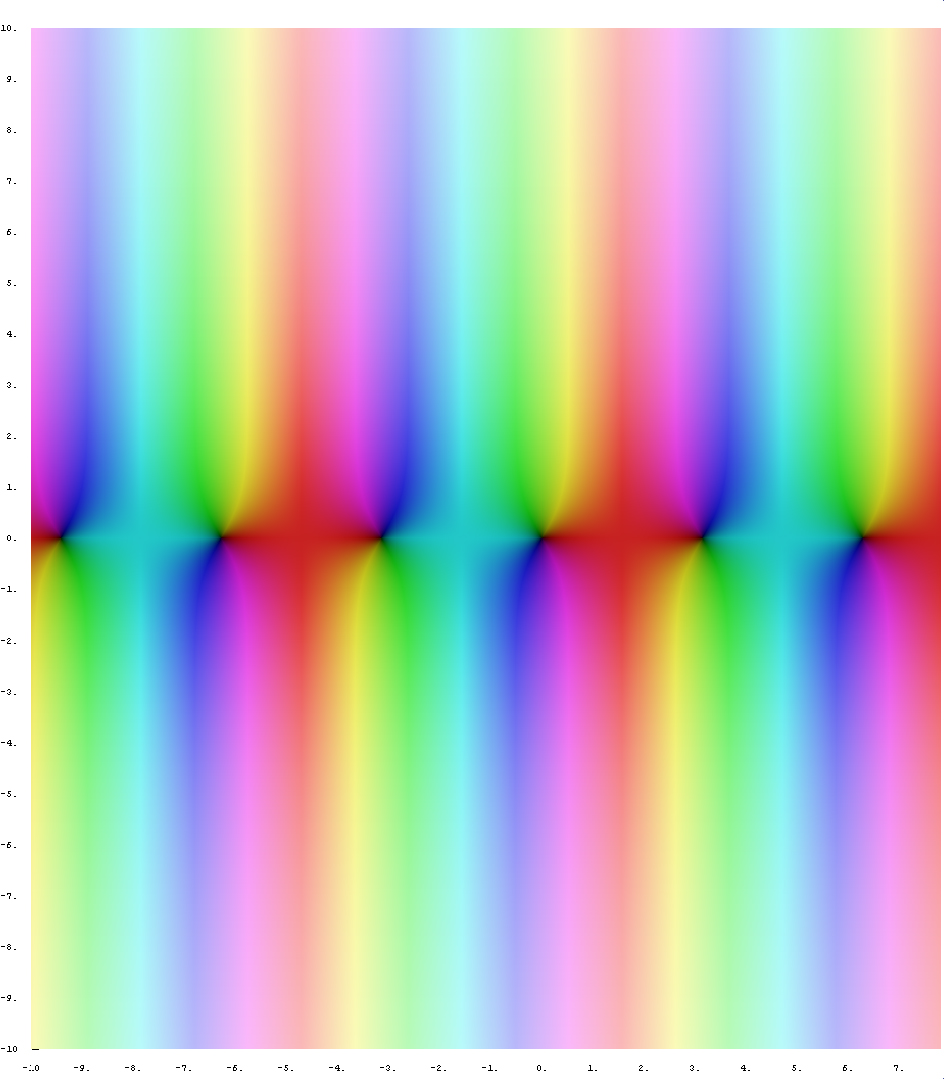
Komplex graf av sinusfunktionen
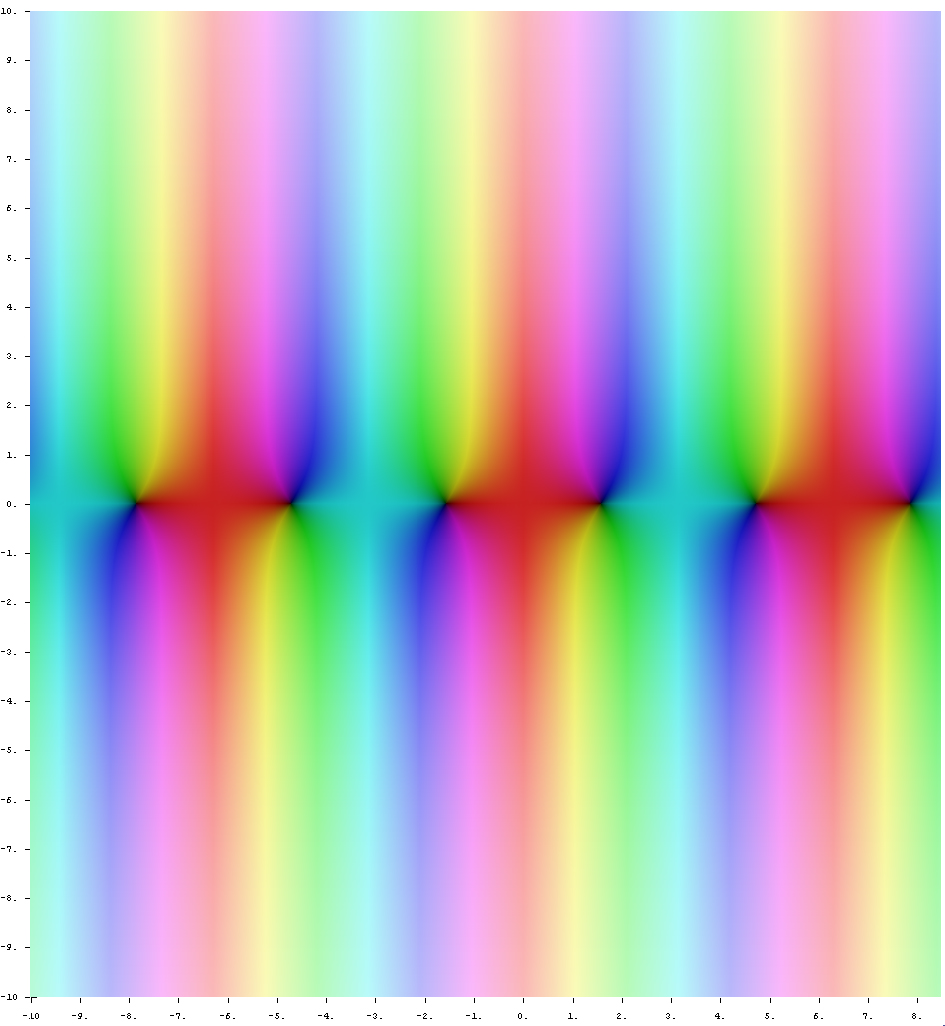
Komplex graf av cosinusfunktionen
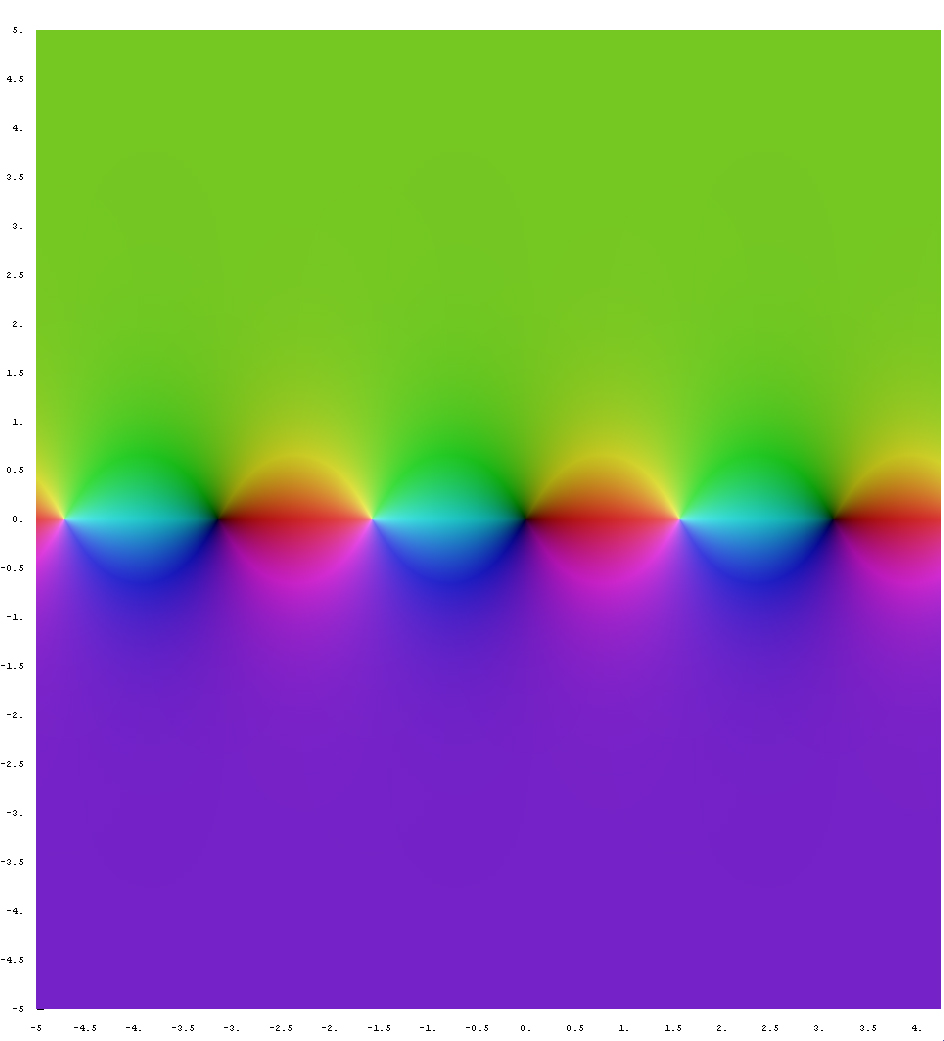
Komplex graf av tangensfunktionen
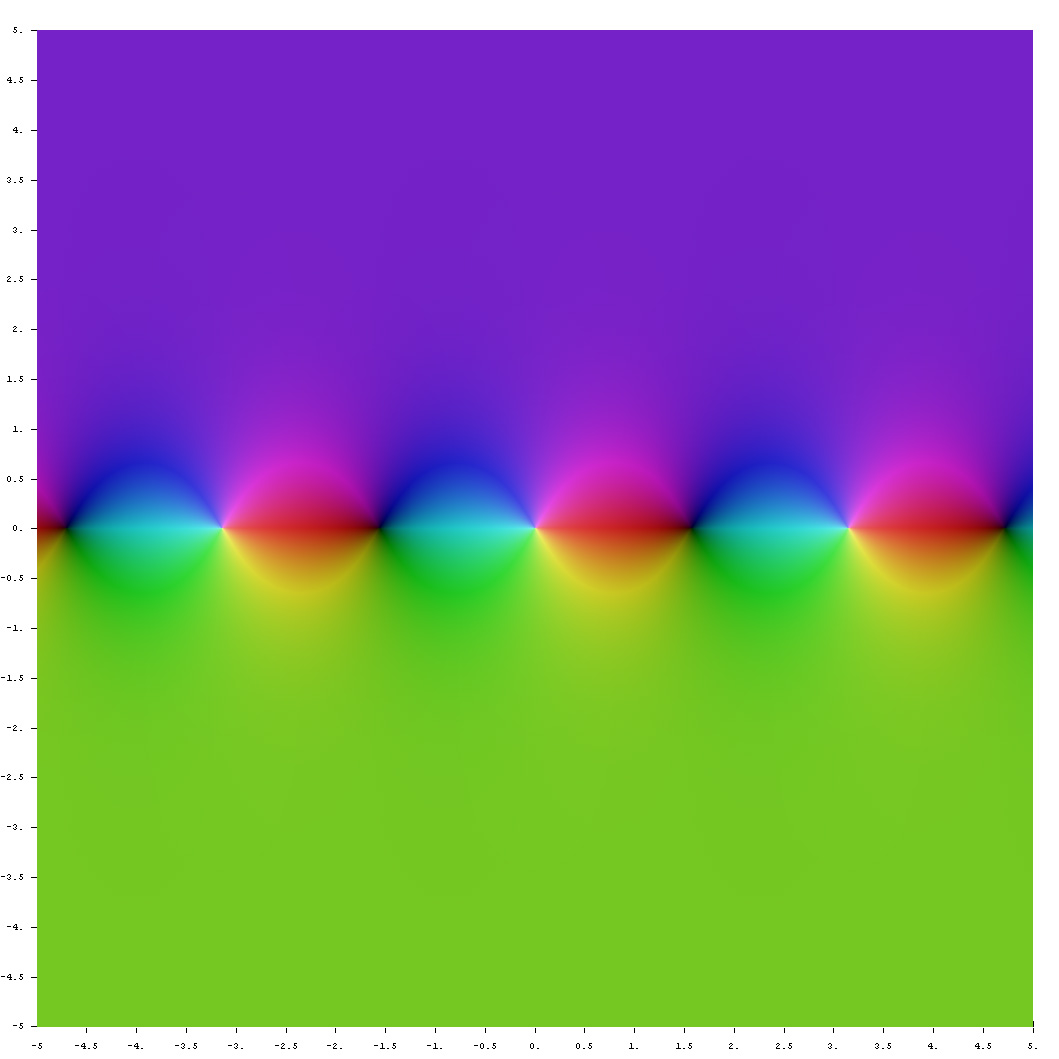
Komplex graf av cotangensfunktionen
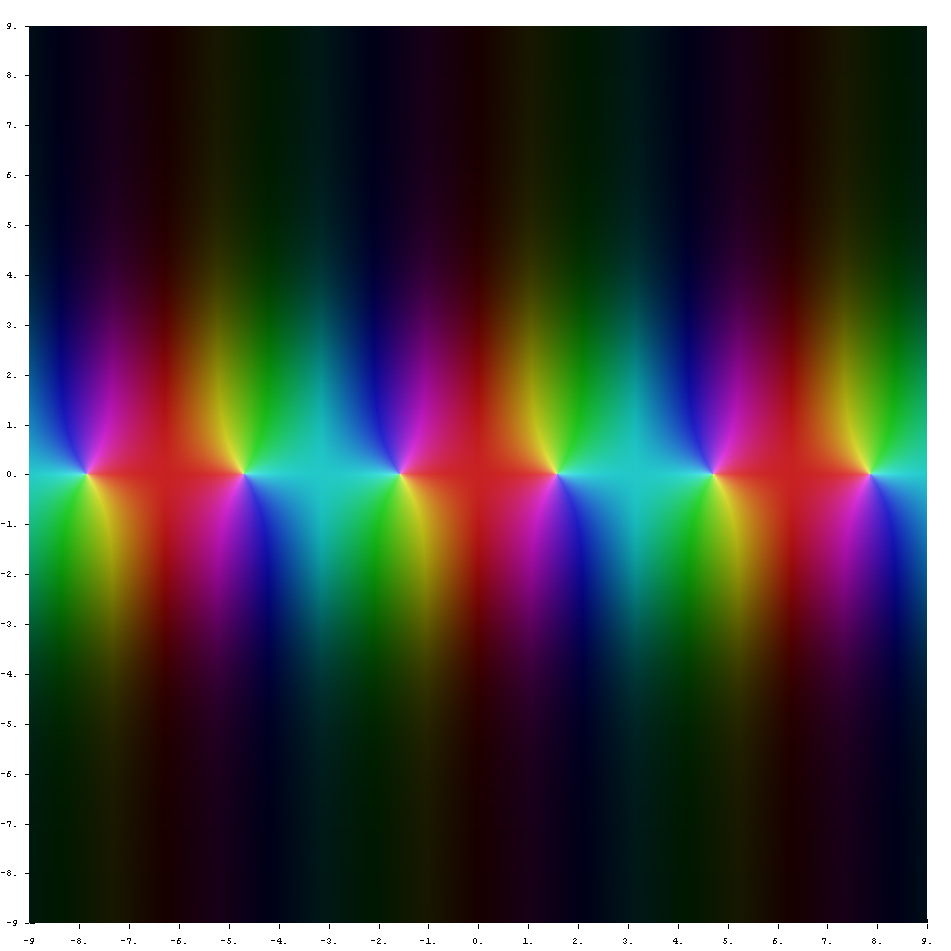
Komplex graf av sekantfunktionen
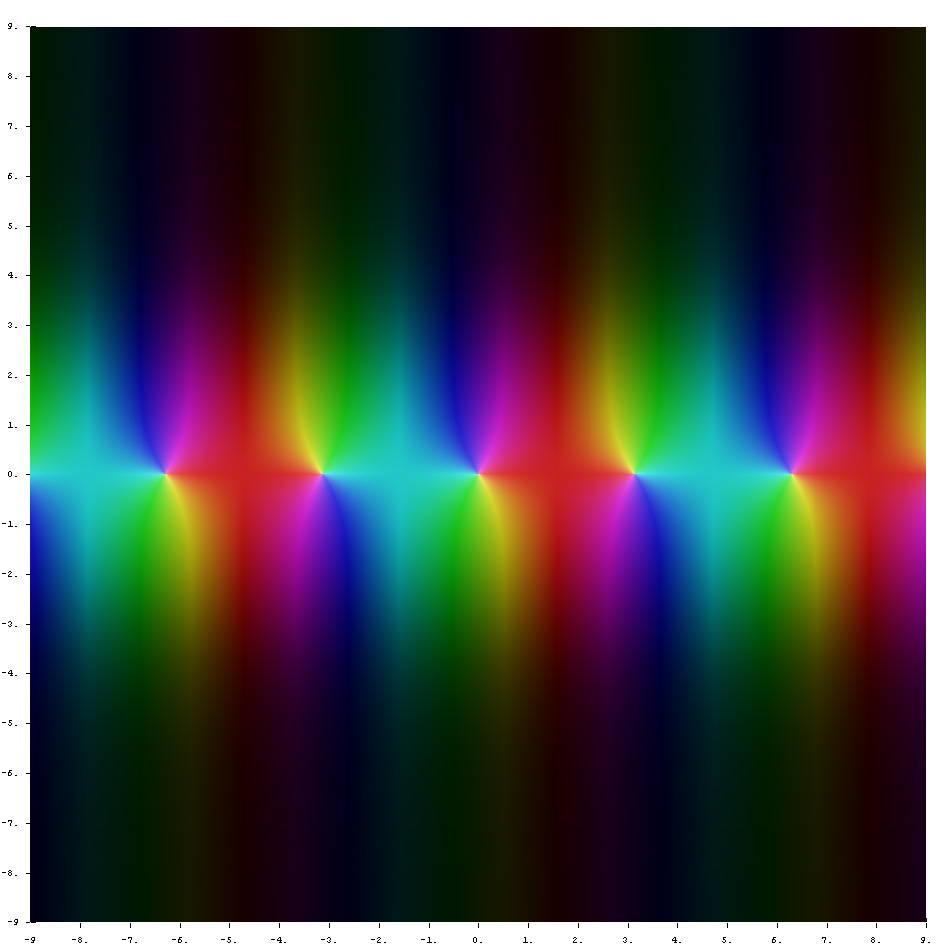
Komplex graf av cosekantfunktionen

## Egenskaper och tillämpningar
Trigonometriska funktioner är, som benämningen antyder, av betydelse inom trigonometri, bland annat genom följande satser:
- Sinussatsen
- Cosinussatsen
- Tangenssatsen
- Areasatsen

Grafen till höger visar i ett polärt koordinatsystem funktionen
{\displaystyle (x(\theta ),\,y(\theta ))=\sum _{n=1}^{\infty }{\frac {1}{F(n+1)}}(\sin(\theta \cdot F(n)),\,\cos(\theta \cdot F(n)))\ }
där {\displaystyle F(n)} är det n:te Fibonaccitalet.